# UTC-02:00
Giờ UTC−2 được dùng cho:
- Brasil—các đảo đại dương
  - Fernando de Noronha, Trindade, Martim Vaz,...
- Quần đảo Nam Georgia và Nam Sandwich
- Có một múi giờ và có giờ tiết kiệm ánh sáng ngày
- Bồ Đào Nha
  - Açores

Thời gian này hiện tại: 8/03/2025 23:24:03